# Marslev Sogn
Marslev Sogn er et sogn i Kerteminde-Nyborg Provsti (Fyens Stift).
I 1800-tallet var Birkende Sogn anneks til Marslev Sogn. Begge sogne hørte til Bjerge Herred i Odense Amt. Marslev-Birkende sognekommune blev ved kommunalreformen i 1970 indlemmet i Langeskov Kommune, der ved strukturreformen i 2007 indgik i Kerteminde Kommune.
I Marslev Sogn ligger Marslev Kirke.
I sognet findes følgende autoriserede stednavne:
- Bækskov (bebyggelse)
- Engbjerg Huse (bebyggelse)
- Holev (bebyggelse, ejerlav)
- Klarskov (ejerlav, landbrugsejendom)
- Marslev (bebyggelse, ejerlav)
- Møllelavet (bebyggelse)
- Radstrup (bebyggelse, ejerlav)
- Rudskov Huse (bebyggelse)
- Vejrupgård (ejerlav, landbrugsejendom)
- Vejrupgårdshuse (bebyggelse)